# پاراقتی
پاراقتی (به اسپانیایی: Paraqti) یک کوه در پرو است که در Peru, Junín Region, Lima Region واقع شده‌است. پاراقتی ۵٬۰۰۰ متر بالاتر از سطح دریا واقع شده‌است.